# L'Accroche-cœur (pièce de théâtre)
Pour les articles homonymes, voir L'Accroche-cœur.
L'Accroche-cœur est une pièce de théâtre de Sacha Guitry, une comédie en trois actes représentée pour la première fois sur la scène du théâtre de l'Étoile en 1923.
Une femme riche est enlevée par un escroc qui lui vole ses bijoux, elle tombe amoureuse de son ravisseur.
La pièce est jouée à 70 reprises du 20 décembre 1923 au 17 février 1924 au théâtre de l'Étoile,

## Distribution
| Acteurs et actrices ayant créé les rôles   |                  |
| Personnage                                 | Interprète       |
| Marcel                                     | Sacha Guitry     |
| J.H. Davis                                 | René Koval       |
| Paul Badinay                               | René de Garcin   |
| Un monsieur                                | Louis Kerly      |
| Un employé du cercle de Biarritz           | Georges Lemaire  |
| Un autre employé                           | G. Martel        |
| Le barman du Grand-hôtel de Venise         | Fernand Rauzena  |
| Un vieil espagnol                          | A. Rauzena       |
| Menech-Pacha                               | J. Amigues       |
| Un monsieur qui voyage                     | Jacques Doutres  |
| Un jeune homme                             | J. Marino        |
| Andrée Armand                              | Yvonne Printemps |
| Paulette du Breuil                         | Betty Daussmond  |
| La marquise Ramon de Garrucha              | Jeanne Véniat    |
| La dame du vestiaire du cercle de Biarritz | Denise Gerald    |
| Angèle Arnault                             | Jane Malber      |